# Стефанівка (Володимир-Волинський район)
Стефанівка — колишній населений пункт на території Володимир—Волинського району Волинської області, існує у вигляді військового містечка.
Найдавніша писемна згадка про село — 1885 р. у метричних книгах володимирського костелу св. Йоакима та Анни.
На той час у селі проживали римо-католики та піддані Австро-Угорської імперії, що переселились на Волинь у складі Російської імперії.
Село належало до Вербської волості Володимир-Волинського повіту Волинської губернії. «Географічний словник Королівства Польського та інших слов'янських країн» (15 тт., 1880—1902) пише, що Стефанівка має 22 будинки та 163 мешканці. «Список населенных мест Волынской губернии» (1906) говорить про 22 будинки та 168 жителів. Такі ж цифри наводить довідник «Стара Волинь і Волинське Полісся». У січні-лютому 1944 р. село, населене здебільшого поляками, зазнало нападу з боку УПА. Про убитих під час цього нападу невідомо.
Після цього, мешканці села виїхали з нього.
В радянський час територія села була віддана військовим для облаштування полігону.

## Уродженці та мешканці
- Ілляшук Михайло Миколайович — кавалер ордену «За мужність» ІІІ ступеня, Почесний громадянин міста Володимира-Волинського.
- Ян Сокалюк- кавалер ордену Virtuti Militari